# Qa-Siv
Qa-Siv a Csillagok háborúja elképzelt univerzumának egyik szereplője.

## Leírása
Qa-Siv a geonosisi fajhoz tartozó férfi Jedi Mester volt a Hidegháború idején. Ez a Hidegháború a Sith Birodalom és a Galaktikus Köztársaság között volt és 11 évig tartott, Y. e. 3653-tól Y. e. 3642-ig. Ismert padawanja Tygol, a drall fajba tartozó férfi.

## Élete
Azon kevés geonosisiak közé tartozott, akik képesek érzékelni az Erőt. A jedi rendben való gyakornoksága Qa-Sivet tapasztalt és bölcs jedivé változtatta. Magasabbra emelkedett, elvetve a vad és harcos geonosisi tulajdonságait. Padawannak felvette a drall Tygolt, azonban a tanítási évek nem tartottak sokáig, mivel a Hidegháború alatt Tygol átpártolt a Sith Birodalom oldalára, a Galaktikus Köztársaság ellen harcolva. Szégyenkezve azon, hogy padawanja árulóvá vált, Qa-Siv a második nagy galaktikus háború (Second Great Galactic War) alatt a távoli Hoth nevű bolygón tevékenykedett.

## Megjelenése a videójátékokban
Ezt a ritka geonosisi jedit a „Star Wars: The Old Republic” című videójátékban láthatjuk először.

## Fordítás
- Ez a szócikk részben vagy egészben a Qa-Siv című Wookieepedia-szócikk fordítása. Az eredeti cikk szerkesztőit annak laptörténete sorolja fel.